# Olympische Sommerspiele 1968/Boxen
Bei den XIX. Olympischen Sommerspielen 1968 in Mexiko-Stadt fanden elf Wettbewerbe im Boxen statt. Austragungsort war die Arena México. Auf dem Programm stand eine Gewichtsklasse mehr als vier Jahre zuvor.

## Bilanz

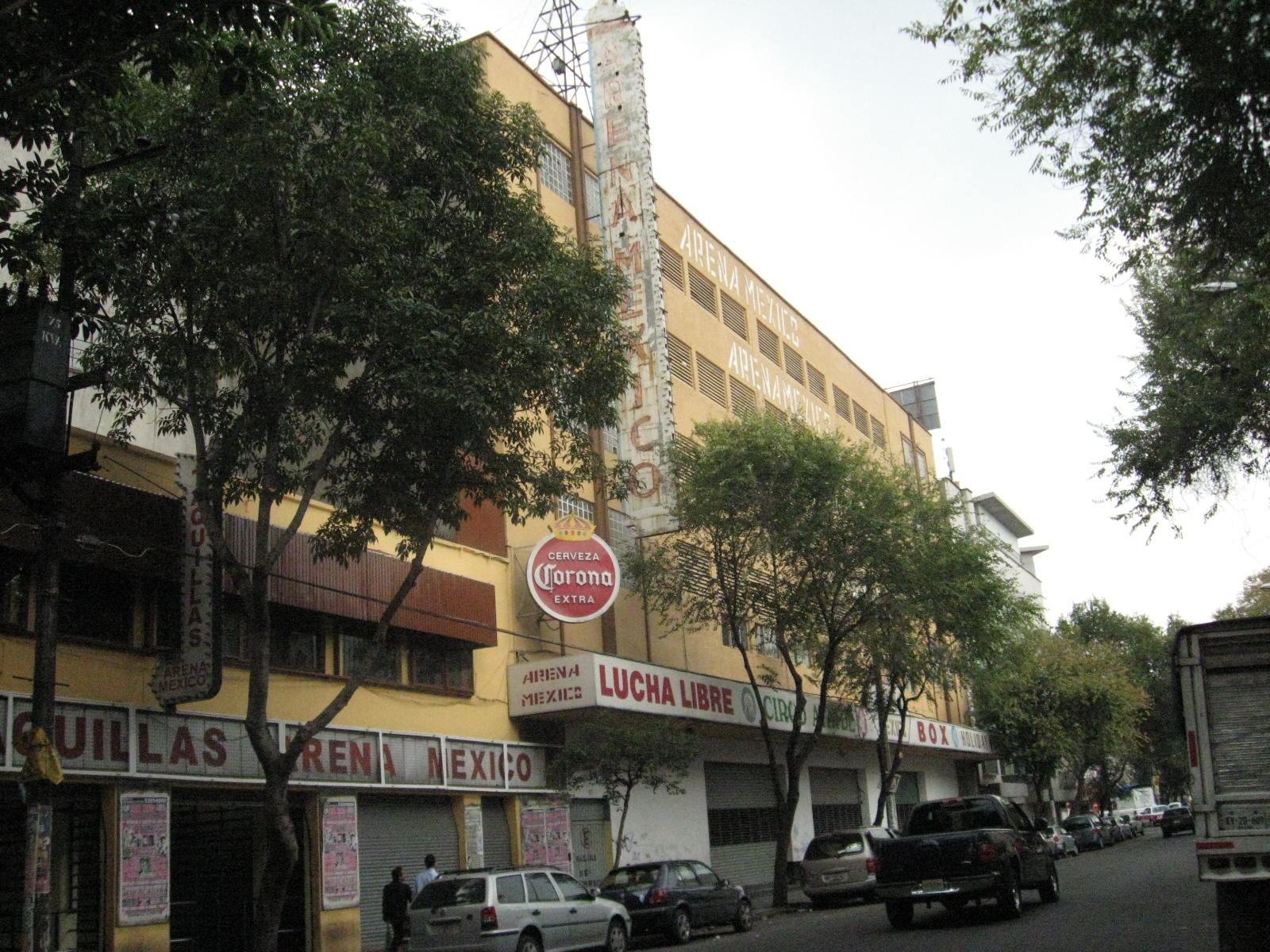
Arena México

### Medaillenspiegel
| Platz | Land               | Gold | Silber | Bronze | Gesamt |
| ----- | ------------------ | ---- | ------ | ------ | ------ |
| 1     | Sowjetunion        | 3    | 2      | 1      | 6      |
| 2     | Vereinigte Staaten | 2    | 1      | 4      | 7      |
| 3     | Mexiko             | 2    | –      | 2      | 4      |
| 4     | Polen              | 1    | 2      | 2      | 5      |
| 5     | DDR                | 1    | –      | –      | 1      |
| 5     | Großbritannien     | 1    | –      | –      | 1      |
| 5     | Venezuela          | 1    | –      | –      | 1      |
| 8     | Kuba               | –    | 2      | –      | 2      |
| 9     | Rumänien           | –    | 1      | 1      | 2      |
| 9     | Südkorea           | –    | 1      | 1      | 2      |
| 9     | Uganda             | –    | 1      | 1      | 2      |
| 12    | Kamerun            | –    | 1      | –      | 1      |
| 13    | Bulgarien          | –    | –      | 2      | 2      |
| 14    | Argentinien        | –    | –      | 1      | 1      |
| 14    | Brasilien          | –    | –      | 1      | 1      |
| 14    | BR Deutschland     | –    | –      | 1      | 1      |
| 14    | Finnland           | –    | –      | 1      | 1      |
| 14    | Italien            | –    | –      | 1      | 1      |
| 14    | Japan              | –    | –      | 1      | 1      |
| 14    | Kenia              | –    | –      | 1      | 1      |
| 14    | Jugoslawien        | –    | –      | 1      | 1      |

### Medaillengewinner
| Konkurrenz         | Gold                 | Silber              | Bronze                              |
| ------------------ | -------------------- | ------------------- | ----------------------------------- |
| Halbfliegengewicht | Francisco Rodríguez  | Jee Yong-ju         | Harlan Marbley Hubert Skrzypczak    |
| Fliegengewicht     | Ricardo Delgado      | Artur Olech         | Servilio de Oliveira Leo Rwabwogo   |
| Bantamgewicht      | Walerian Sokolow     | Eridadi Mukwanga    | Chang Kyou-chul Eiji Morioka        |
| Federgewicht       | Antonio Roldán       | Albert Robinson     | Iwan Michajlow Philip Waruinge      |
| Leichtgewicht      | Ronnie Harris        | Józef Grudzień      | Calistrat Cuțov Zvonimir Vujin      |
| Halbweltergewicht  | Jerzy Kulej          | Enrique Regüeiferos | Arto Nilsson James Wallington       |
| Weltergewicht      | Manfred Wolke        | Joseph Bessala      | Mario Guilloti Wolodymyr Mussalimow |
| Halbmittelgewicht  | Boris Lagutin        | Rolando Garbey      | Johnny Baldwin Günther Meier        |
| Mittelgewicht      | Christopher Finnegan | Alexei Kisseljow    | Alfred Jones Agustín Zaragoza       |
| Halbschwergewicht  | Danas Pozniakas      | Ion Monea           | Stanisław Dragan Georgi Stankow     |
| Schwergewicht      | George Foreman       | Jonas Čepulis       | Giorgio Bambini Joaquín Rocha       |

## Ergebnisse

### Halbfliegengewicht (bis 48 kg)
| Platz | Land | Sportler            |
| ----- | ---- | ------------------- |
| 1     | VEN  | Francisco Rodríguez |
| 2     | KOR  | Jee Yong-ju         |
| 3     | USA  | Harlan Marbley      |
| 3     | POL  | Hubert Skrzypczak   |
| 5     | AUS  | Joseph Donovan      |
| 5     | MEX  | Alberto Morales     |
| 5     | CEY  | Hatha Karunaratne   |
| 5     | NGR  | Gabriel Ogun        |
| 9     | GDR  | Bernd Englmeier     |

Datum: 13. bis 26. Oktober 1968

23 Teilnehmer aus 23 Ländern

### Fliegengewicht (bis 51 kg)
| Platz | Land | Sportler             |
| ----- | ---- | -------------------- |
| 1     | MEX  | Ricardo Delgado      |
| 2     | POL  | Artur Olech          |
| 3     | BRA  | Servilio de Oliveira |
| 3     | UGA  | Leo Rwabwogo         |
| 5     | HUN  | Tibor Badari         |
| 5     | GHA  | Joseph Destimo       |
| 5     | JPN  | Tetsuaki Nakamura    |
| 5     | URS  | Nikolai Nowikow      |

Datum: 14. bis 26. Oktober 1968

25 Teilnehmer aus 25 Ländern

### Bantamgewicht (bis 54 kg)
| Platz | Land | Sportler          |
| ----- | ---- | ----------------- |
| 1     | URS  | Walerian Sokolow  |
| 2     | UGA  | Eridadi Mukwanga  |
| 3     | KOR  | Chang Kyou-chul   |
| 3     | JPN  | Eiji Morioka      |
| 5     | MEX  | Roberto Cervantes |
| 5     | IRL  | Michael Dowling   |
| 5     | KEN  | Samuel Mbugua     |
| 5     | FRG  | Horst Rascher     |
|       |      |                   |
| 17    | GDR  | Bernd Juterzenka  |

Datum: 13. bis 26. Oktober 1968

39 Teilnehmer aus 39 Ländern

### Federgewicht (bis 57 kg)
| Platz | Land | Sportler                 |
| ----- | ---- | ------------------------ |
| 1     | MEX  | Antonio Roldán           |
| 2     | USA  | Albert Robinson          |
| 3     | BUL  | Iwan Michajlow           |
| 3     | KEN  | Philip Waruinge          |
| 5     | ARG  | Miguel García            |
| 5     | EGY  | Abdel Hadj Khallaf Allah |
| 5     | URS  | Waleri Plotnikow         |
| 5     | TUR  | Seyfi Tatar              |
|       |      |                          |
| 17    | FRG  | Werner Ruzicka           |

Datum: 15. bis 26. Oktober 1968

32 Teilnehmer aus 32 Ländern

### Leichtgewicht (bis 60 kg)
| Platz | Land | Sportler          |
| ----- | ---- | ----------------- |
| 1     | USA  | Ronnie Harris     |
| 2     | POL  | Józef Grudzień    |
| 3     | ROM  | Calistrat Cuțov   |
| 3     | YUG  | Zvonimir Vujin    |
| 5     | PER  | Luis Minami       |
| 5     | UGA  | Mohamed Muruli    |
| 5     | ITA  | Enzo Petriglia    |
| 5     | BUL  | Stojan Pilitschew |
|       |      |                   |
| 17    | GDR  | Peter Rieger      |

Datum: 13. bis 26. Oktober 1968

37 Teilnehmer aus 37 Ländern

### Halbweltergewicht (bis 63,5 kg)
| Platz | Land | Sportler            |
| ----- | ---- | ------------------- |
| 1     | POL  | Jerzy Kulej         |
| 2     | CUB  | Enrique Regüeiferos |
| 3     | FIN  | Arto Nilsson        |
| 3     | USA  | James Wallington    |
| 5     | URS  | Jewgeni Frolow      |
| 5     | KOR  | Kim Sa-yong         |
| 5     | BUL  | Petar Stoitschew    |
| 5     | GDR  | Peter Tiepold       |
| 9     | FRG  | Gert Puzicha        |

Datum: 13. bis 26. Oktober 1968

35 Teilnehmer aus 35 Ländern

### Weltergewicht (bis 67 kg)
| Platz | Land | Sportler             |
| ----- | ---- | -------------------- |
| 1     | GDR  | Manfred Wolke        |
| 2     | CMR  | Joseph Bessala       |
| 3     | ARG  | Mario Guilloti       |
| 3     | URS  | Wolodymyr Mussalimow |
| 5     | BUL  | Iwan Kirjakow        |
| 5     | USA  | Armando Muniz        |
| 5     | MEX  | Alfonso Ramírez      |
| 5     | ROM  | Victor Zilberman     |
| 9     | SUI  | Max Hebeisen         |
|       |      |                      |
| 17    | FRG  | Dieter Kottysch      |

Datum: 13. bis 26. Oktober 1968

33 Teilnehmer aus 33 Ländern

### Halbmittelgewicht (bis 71 kg)
| Platz | Land | Sportler          |
| ----- | ---- | ----------------- |
| 1     | URS  | Boris Lagutin     |
| 2     | CUB  | Rolando Garbey    |
| 3     | USA  | Johnny Baldwin    |
| 3     | FRG  | Günther Meier     |
| 5     | URU  | Mario Benítez     |
| 5     | GBR  | Eric Blake        |
| 5     | ROM  | Ion Covaci        |
| 5     | UGA  | David Jackson     |
| 9     | GDR  | Detlef Dahn       |
|       |      |                   |
| 17    | AUT  | Rainer Salzburger |

Datum: 14. bis 26. Oktober 1968

27 Teilnehmer aus 27 Ländern

### Mittelgewicht (bis 75 kg)
| Platz | Land | Sportler             |
| ----- | ---- | -------------------- |
| 1     | GBR  | Christopher Finnegan |
| 2     | URS  | Alexei Kiseljow      |
| 3     | USA  | Alfred Jones         |
| 3     | MEX  | Agustín Zaragoza     |
| 5     | BUL  | Simeon Georgijew     |
| 5     | TCH  | Jan Hejduk           |
| 5     | YUG  | Mate Parlov          |
| 5     | POL  | Wiesław Rudkowski    |
| 9     | FRG  | Ewald Wichert        |

Datum: 15. bis 26. Oktober 1968

22 Teilnehmer aus 22 Ländern

### Halbschwergewicht (bis 81 kg)
| Platz | Land | Sportler           |
| ----- | ---- | ------------------ |
| 1     | URS  | Danas Pozniakas    |
| 2     | ROM  | Ion Monea          |
| 3     | POL  | Stanisław Dragan   |
| 3     | BUL  | Georgi Stankow     |
| 5     | NGR  | Fatai Ayinla       |
| 5     | ITA  | Walter Facchinetti |
| 5     | FRA  | Bernard Malherbe   |
| 5     | GDR  | Jürgen Schlegel    |
| 9     | AUT  | Kurt Baumgartner   |
| 9     | FRG  | Raymar Reimers     |

Datum: 13. bis 26. Oktober 1968

18 Teilnehmer aus 18 Ländern

### Schwergewicht (über 81 kg)
| Platz | Land | Sportler        |
| ----- | ---- | --------------- |
| 1     | USA  | George Foreman  |
| 2     | URS  | Jonas Čepulis   |
| 3     | ITA  | Giorgio Bambini |
| 3     | MEX  | Joaquín Rocha   |
| 5     | ROM  | Ion Alexe       |
| 5     | GDR  | Bernd Anders    |
| 5     | NED  | Rudie Lubbers   |
| 5     | BUL  | Kiril Pandow    |
| 9     | FRG  | Dieter Renz     |

Datum: 16. bis 26. Oktober 1968

16 Teilnehmer aus 16 Ländern